# وحشی بافقی
کمال‌الدّین یا شمس‌الدّین محمّد وحشی بافقی یکی از شاعران نامدار سدهٔ دهم ایران است که در سال ۹۳۹ هجری قمری در شهر بافق از توابع یزد چشم به جهان گشود. دوران زندگی او با پادشاهی شاه طهماسب صفوی و شاه اسماعیل دوم و شاه محمد خدابنده هم‌زمان بود.
وی تحصیلات مقدماتی خود را در زادگاهش سپری نمود. وحشی در جوانی به یزد رفت و از دانشمندان و سخنگویان آن شهر کسب فیض کرد و پس از چند سال به کاشان عزیمت نمود و شغل مکتب‌داری را برگزید. وی پس از روزگاری اقامت در کاشان و سفر به بندر هرمز و هندوستان، در اواسط عمر به یزد یا کرمان (دقیقا مشخص نیست) بازگشت و تا پایان عمر (سال ۹۹۱ هجری قمری) در این شهر زندگی کرد.
لقب وحشی در واقع برای برادرش بود. او علوم ادبیات را از وی تعلیم دیده بود، اما چون او زود فوت کرد و به شهرت رسید او لقب برادرش را ازآن خود ساخت تا نامش جاودانه بماند. هرجایی هم که از وحشی در شعرهایش استفاده کرده است، در واقع به خودستایی نپرداخته و از برادرش تعریف کرده است.

## آثار
این شاعر بزرگ روزگار را با اندوه و سختی و تنگدستی و تنهایی گذراند. در اشعار زیبا و دلکش او، سوز و گداز تنهایی این سال‌ها نمایان است. وی غزل‌سرای بزرگی بود. در غزلیات از عشق‌های نافرجام، زندگی سخت و مصائب و مسایل خود یاد کرده است. کلیات وحشی متجاوز از نُه هزار بیت و شامل قصیده، ترکیب‌بند و ترجیع‌بند، غزل، قطعه، رباعی و مثنوی است.
وحشی دو منظومهٔ عاشقانه دارد: یکی ناظر و منظور شامل ۱۵۶۱ بیت بر وزن مفاعیلن مفاعیلن فعولن و در بحر هزج مسدس محذوف که عشق پسران شاه و وزیری را بر یکدیگر روایت می‌کند، دیگری فرهاد و شیرین به استقبال از خسرو و شیرین نظامی گنجه‌ای بر وزن مفاعیلن مفاعیلن فعولن و در بحر هزج مسدس محذوف. مثنوی نخستین به سال ۹۶۶ به پایان رسید ولی مثنوی دوم که از شاهکارهای ادب دراماتیک پارسی است، هم از عهد شاعر شهرت بسیار یافت لیکن وحشی ۱۰۷۰ بیت از آن را ساخت. بعدها وصال شیرازی (۱۲۶۲–۱۱۹۲) با افزودن ۱۲۵۱ بیت آن را به پایان رسانیده است. شاعری دیگر به نام صابر شیرازی بعد از وصال ۳۰۴ بیت بر این منظومه افزود. خلد برین در ۵۸۶ بیت مثنوی مشهور دیگری از وحشی به پیروی از مخزن‌الاسرار نظامی گنجه‌ای بر وزن مفتعلن مفتعلن فاعلن در بحر سریع مسدس مطوی مکشوف سروده شده است. مثنوی‌های کوتاهی از وحشی در مدح و هجو و نظایر آن‌ها بازمانده که اهمیت منظومه‌های یادشده را ندارد.
دیوان وحشی بافقی شامل ۹۰۷۶ بیت مشتمل بر ۳۹۵ غزل شامل ۲۳۳۸ بیت، ۴۳ قصیده شامل ۱۸۷۰ بیت، ۴۳ قطعه شامل ۲۲۴ بیت، ۶۶ رباعی شامل ۱۳۲ بیت، ۱۱ ترکیب بند شامل ۵۸۵ بیت، ۱ ترجیع بند شامل ۱۲۵ بیت، ۱ مخمس شامل ۱۲ بیت، ۱۰ مثنوی شامل ۳۷۹۰ بیت است که با تصحیح عزیزالله علیزاده در انتشارات فردوس در تهران در سال ۱۳۹۲ در ۶۷۲ صفحه منتشر شده است.
| مبادا یارب آن روزی که من از چشم یار افتم |  | که گر از چشم یار افتم ز چشم اعتبار افتم   |
| شراب لطف پر در جام می‌ریزی و می‌ترسم       |  | که زود آخر شود این باده و من در خمار افتم |
| به مجلس می‌روم اندیشناک ای عشق آتش دم     |  | بدم بر من فسونی تا قبول طبع یار افتم      |
| ز یمن عشق بر وضع جهان خوش خنده‌ها کردم    |  | معاذالله اگر روزی به دست روزگار افتم      |
| تظلم آنقدر دارم میان راهت افتاده‌ام       |  | که چندانی نگه داری که من بر یک کنار افتم  |
| عجب کیفیتی دارم بلند از عشق و می‌ترسم     |  | که چون منصور حرفی گویم و در پای دار افتم  |
| دگر روز سواری آمد و شد وقت آن وحشی       |  | که او تازد به صحرا من به راه انتظار افتم  |

## نمونه‌ای دیگر
| من آن مرغم که افکندم به دام صد بلا خود را |  | به یک پرواز بی‌هنگام کردم مبتلا خود را      |
| نه دستی داشتم بر سر نه پایی داشتم در گل   |  | به دست خویش کردم این‌چنین بی‌دست و پا خود را |
| چنان از طرح وضع ناپسند خود گریزانم        |  | که گر دستم دهد از خویش هم سازم جدا خود را  |
| گر این وضع است می‌ترسم که با چندین وفاداری |  | شود لازم که پیشت وانمایم بی‌وفا خود را      |
| چو از اظهار عشقم خویش را بیگانه می‌داری    |  | نمی‌بایست کرد اول به این حرف آشنا خود را    |
| ببین وحشی که در خوناب حسرت ماند پا در گل  |  | کسی کو بگذراندی تشنه از آب بقا خود را      |